# 運動服

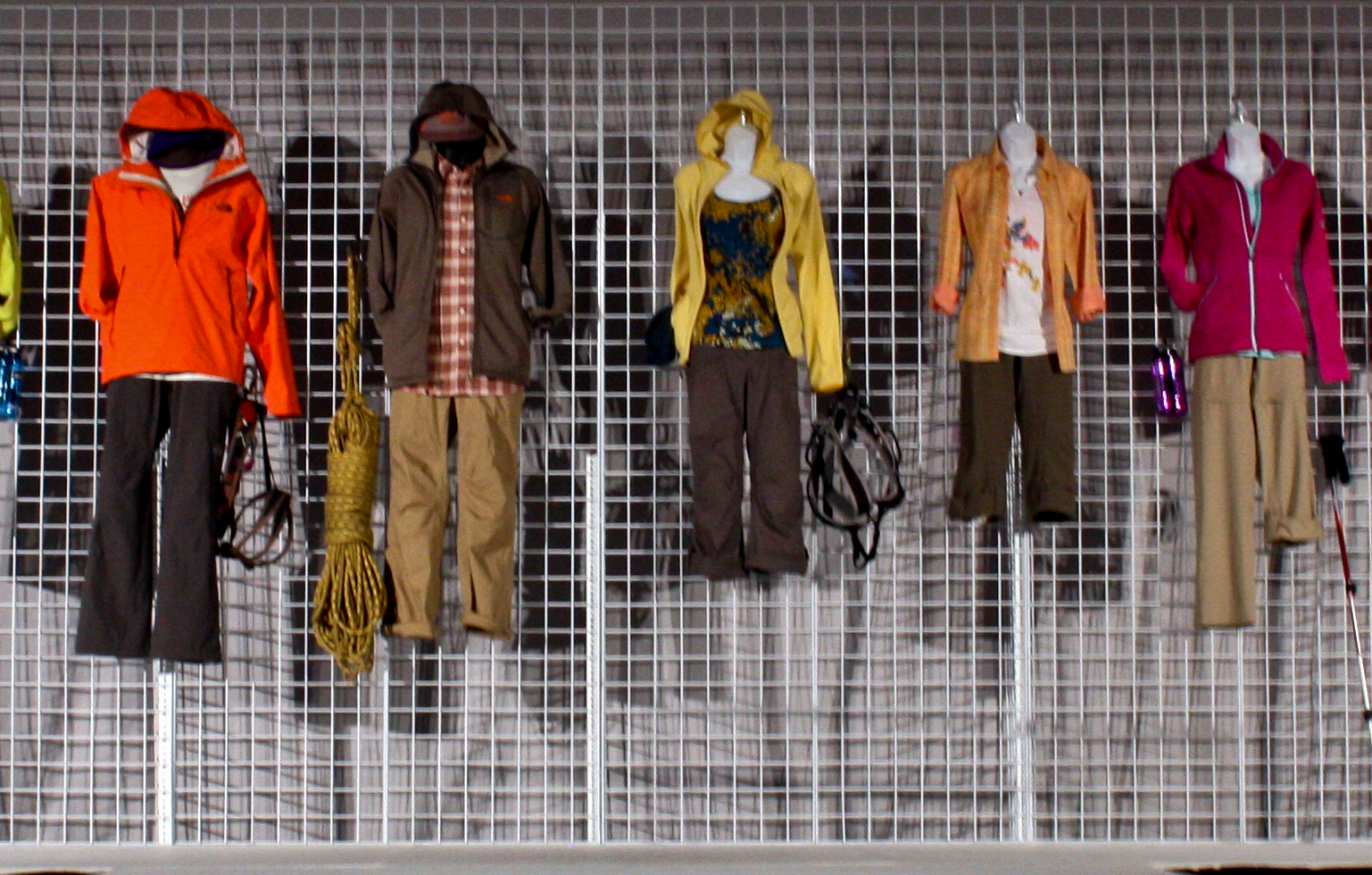
正在被售卖的运动服

运动服是人們为參加体育运动或體能鍛煉而穿的服装。出于实用、舒适或安全的原因，大多数人在运动和体育锻炼時都穿运动服。
运动服所使用的面料是技术性的材料，有助于保持穿着者在运动中的舒适感。所需的面料类型将取决于锻炼和活动的强度。例如，瑜伽服装应使用具有特殊弹力的面料，以便于运动，这可能需要面料采用针织结构。长跑服装应具有出色的吸湿排汗特性，使汗水从内向外转移，令穿着者保持良好的舒适度。冬季户外运动或雪上运动的高性能服装应使用具有良好隔热保温性能的透气面料。球類運動的運動服通常稱為「球衣」。